# Acmadenia
Acmadenia, rod od tridesetak vrsta dvosupnica na području današnjih provincija Cape u Južnoafričkoj Republici. Rod pripada porodici rutovki (Rutaceae)
Jedna vrsta je na popisu ugroženih a raste na svega dva lokaliteta otkrivenih 2007 i 2008 godine, to je A. candida.

## Vrste
1. Acmadenia alternifolia Cham.
2. Acmadenia argillophila I.Williams
3. Acmadenia baileyensis I.Williams
4. Acmadenia bodkinii (Schltr.) Strid
5. Acmadenia burchellii Dümmer
6. Acmadenia candida I.Williams
7. Acmadenia densifolia Sond.
8. Acmadenia faucitincta I.Williams
9. Acmadenia flaccida Eckl. & Zeyh.
10. Acmadenia fruticosa I.Williams
11. Acmadenia gracilis Dümmer
12. Acmadenia heterophylla Glover
13. Acmadenia kiwanensis I.Williams
14. Acmadenia latifolia I.Williams
15. Acmadenia laxa I.Williams
16. Acmadenia macradenia (Sond.) Dümmer
17. Acmadenia macropetala (Glover) Compton
18. Acmadenia maculata I.Williams
19. Acmadenia matroosbergensis E.Phillips
20. Acmadenia mundiana Eckl. & Zeyh.
21. Acmadenia nivea I.Williams
22. Acmadenia nivenii Sond.
23. Acmadenia obtusata (Thunb.) Bartl. & H.L.Wendl.
24. Acmadenia patentifolia I.Williams
25. Acmadenia rourkeana I.Williams
26. Acmadenia rupicola I.Williams
27. Acmadenia sheilae I.Williams
28. Acmadenia tenax I.Williams
29. Acmadenia teretifolia (Link) E.Phillips
30. Acmadenia tetracarpellata I.Williams
31. Acmadenia tetragona (L.f.) Bartl. & H.L.Wendl.
32. Acmadenia trigona (Eckl. & Zeyh.) Druce
33. Acmadenia wittebergensis (Compton) I.Williams